# Site nucléaire de Marcoule
Créé en 1955, le site nucléaire de Marcoule se trouve en France dans le Gard, dans les communes de Chusclan et Codolet, voisines de Bagnols-sur-Cèze. Il se situe en bordure du Rhône à 8 km d'Orange, entre Montélimar (à 45 km en amont) et Avignon (à 30 km en aval), à 45 km au nord-est de Nîmes et à une trentaine de kilomètres au sud du site nucléaire du Tricastin (à Pierrelatte, Drôme). Il est ainsi au cœur de la région touristique, agricole et viticole des Côtes-du-rhône.
Le site de Marcoule a vu naître non seulement les applications industrielles et militaires du plutonium en France, mais aussi la production civile d'électricité d'origine nucléaire. Les recherches portent sur le cycle du combustible nucléaire et les projets de réacteurs nucléaires. L'arrivée en fin de vie de certaines installations se traduit par la mise en place de chantiers de démantèlement et le lancement de nouveaux projets.
Sur le site de Marcoule travaillent environ 5 000 personnes, dont 1 550 salariés du Commissariat à l'énergie atomique et aux énergies alternatives (CEA). Orano (ex-Areva) y emploie environ 1 000 personnes pour l'assainissement et le démantèlement des installations nucléaires arrivées en fin de vie ainsi que pour l'exploitation d'installations industrielles.

## Histoire
En 1948 est construit au sud de Paris, dans le fort de Châtillon, le premier réacteur nucléaire français, la pile Zoé, sous la supervision de Frédéric Joliot-Curie. L'année suivante, le premier milligramme de plutonium est extrait à l'usine du Bouchet, située aussi en région parisienne.
Lancé en 1951 par Félix Gaillard, secrétaire d'État chargé du Commissariat à l'énergie atomique (CEA), le premier plan quinquennal d'investissement en faveur de l'atome (1952-1957) aboutit à la création d'un centre de production de plutonium à Marcoule dans le Gard. Pierre Guillaumat, administrateur général du CEA, embauche alors des ingénieurs et choisit le site de Marcoule pour la production du plutonium[réf. nécessaire].
Le CEA crée en 1955 le centre de production de plutonium de Marcoule UP1, dans le but de délocaliser cette activité militaire, confidentielle et hautement dangereuse. Cette même année 1955 est créée la commission PEON pour la production d'électricité d'origine nucléaire en France. Puis en 1961, pour pallier une éventuelle défaillance de Marcoule, le CEA met en projet une seconde usine d'extraction de plutonium, UP2, à la Hague.
Dans le but de loger son personnel, le CEA commande à la fin des années 1950 la création de plusieurs grands ensembles sur quatre sites : les Escanaux, la Citadelle et la Coronelle à Bagnols-sur-Cèze et la cité du Bosquet à Saint-Nazaire.
C'est sur le site de Marcoule que furent construits les réacteurs nucléaires à usage militaire pour la fabrication du plutonium nécessaire à la bombe atomique de la force de dissuasion nucléaire française. C'est aussi sur le site de Marcoule que le CEA a mis au point la filière graphite-gaz, filière à l'origine des premiers réacteurs nucléaires en France : 
- réacteur nucléaire G1 (mise en service le 7 janvier 1956, arrêt définitif le 15 octobre 1968) ;
- usine d’extraction du plutonium (UP1) (construite à partir de juin 1955 et mise en service en janvier 1958, arrêt définitif en 1997) ;
- réacteur nucléaire G2 (mise en service le 21 juillet 1958, arrêt définitif en 1980) ;
- réacteur nucléaire G3 (mise en service le 8 juin 1959, arrêt définitif en 1984) ;
- réacteur Célestin I (mise en service le 15 mai 1967, arrêt définitif en 2009[7]) ;
- réacteur Célestin II (mise en service le 30 octobre 1968, arrêt définitif en 2009).

Le 20 août 1957, un belvédère destiné à accueillir le public à l'extérieur du centre est construit sur la Dent de Marcoule, offrant une vue panoramique sur le site.
Le 11 avril 1958, quatre-vingt-deux personnes, dont Lanza del Vasto, fondateur des Communautés de l'Arche, le journaliste Robert Barrat, le pasteur André Trocmé et Jean-Pierre Lanvin manifestent, pour la première fois en France, contre l'armement atomique français en occupant pacifiquement pendant cinq heures l'usine nucléaire de Marcoule,,,. À la suite de cela, le préfet du Gard interdit toute manifestation et réunion de la Communauté de l'Arche jusqu'à nouvel ordre. Néanmoins, en juillet 1958, 18 personnes jeûnent durant 15 jours près du site de Marcoule,, d'où les gendarmes les délogent et aux abords du Palais des Nations à Genève, où se tient une conférence préparatoire à la suspension des essais nucléaires,.
En 1976, les activités de production du CEA sont détachées au sein de la Cogema, comprenant les installations de Marcoule. Les équipes de recherche du CEA poursuivent leur mission scientifique au sein du centre et d'un établissement désormais dénommé CEA Valrhô.
La création de l'usine Melox en 1995 — usine destinée à produire du combustible MOX à base de plutonium — compense la diminution d'effectif liée à l'arrêt de l'usine de retraitement UP1 en 1997.
Dans les années 1990, le site de Marcoule s'est porté candidat pour la réalisation d'un laboratoire souterrain de stockage des déchets radioactifs, mais c'est en Lorraine que sera construit le laboratoire de Bure.
En 2019, la construction prototype de réacteur de « quatrième génération » Astrid, dont le choix initial de l'emplacement était le site de Marcoule, est provisoirement abandonné par le CEA (reporté « à la deuxième moitié du siècle »).
En 2020 est créé l'Institut des Sciences et des Technologies pour une économie circulaire des énergies bas carbone (ISEC), dépendant de la DES. Il rassemble les activités portant sur le développement des procédés de traitement/recyclage et de dépollution et conditionnement des déchets nucléaires.

## Activités
Aujourd'hui[Quand ?], de très nombreuses activités nucléaires sont réunies à Marcoule : production de MOX, ancienne usine de traitement du combustible nucléaire usé, entreposage de déchets radioactifs, centre d'étude sur les déchets radioactifs, installation nucléaire militaire exploitée par Areva NC, etc. Le site de Marcoule accueille comme installations nucléaires :
- Phénix : réacteur nucléaire expérimental définitivement arrêté, de la filière à neutrons rapides ;
- Atalante : laboratoire de traitement des combustibles irradiés et d'étude sur la gestion des déchets radioactifs de haute activité et à vie longue ;
- Melox : usine de fabrication de combustible nucléaire MOX ;
- Centraco : centre de traitement et de conditionnement des déchets radioactifs.

### Activités militaires
Avec l'arrêt définitif du dernier des réacteurs Célestin en 2009, le site n'abrite plus d'installation de type militaire. Il est prévu que ce démantèlement commence en 2016 et se termine en 2050.

### Production de combustible Mox
Depuis 1995, l'usine Melox fabrique des assemblages combustibles MOX (Mixed Oxide), élaborés à partir d'un mélange d'oxyde d'uranium et de plutonium. Le MOX permet de recycler le plutonium issu du combustible nucléaire, récupéré lors des opérations de traitement du combustible nucléaire usé à l'usine de retraitement de la Hague.
En octobre 2014, sur le site de Melox, des opérateurs se forment sur un simulateur de travail en boîte à gants conçu par Areva.

### Activités civiles

#### Production d'électricité
Les réacteurs G1, G2 et G3 de la filière UNGG sont en phase de démantèlement.

#### Recherche sur la surgénération
Le réacteur Phénix a cessé définitivement son fonctionnement en 2009.
Les recherches sur la filière des réacteurs rapides refroidis au sodium devaient continuer avec le projet ASTRID porté par le Commissariat à l'énergie atomique et aux énergies alternatives (CEA) visant à relancer la filière surgénérateur en construisant un prototype de taille moyenne (600 MW) sur le site de Marcoule, dont la construction devait démarrer en 2020. Le projet a cependant été annulé en août 2019, aucun autre projet de RNR-Sodium n'étant prévu à ce jour en France.

#### Séparation et transmutation: Atalante
L'ATelier Alpha et Laboratoires pour ANalyses, Transuraniens et Études de retraitement (ATALANTE) est un laboratoire du  Commissariat à l'énergie atomique consacré à la recherche sur le traitement des combustibles irradiés et la gestion des déchets radioactifs de haute activité et à vie longue.
Il est actuellement impossible de neutraliser la radioactivité, seul le temps la fait diminuer progressivement. Des recherches sont menées à Marcoule (notamment dans Atalante et le réacteur Phénix) pour explorer la possibilité de transmuter une partie des éléments radioactifs en atomes stables ou à vie plus courte.

#### Conditionnement et entreposage
Les études de conditionnement et entreposage de longue durée sont menées principalement à Marcoule. Elles portent sur deux points :
- les procédés de conditionnement, c’est-à-dire les différents types d'emballages utilisables pour confiner la radioactivité des déchets ;
- les possibilités d'entreposage en surface ou en sub-surface. La voie retenue actuellement est de creuser des galeries à flanc de colline.

Selon le CEA, les déchets seraient entreposés pour 300 ans maximum. Il ne s'agirait donc que d'une solution temporaire mais qui s'étendrait sur des périodes séculaires, au prix d'une surveillance et d'une maintenance constante.
Le site de Marcoule est pressenti pour accueillir un tel centre d'entreposage, d'autres lieux seront probablement concernés ailleurs en France.

#### Traitement thermique des déchets
La radioactivité n'est pas neutralisée par un traitement thermique, seul le temps la fait diminuer progressivement. Toutefois, le traitement thermique des déchets radioactifs permet d'améliorer le conditionnement et de réduire leur volume.
Le centre nucléaire de traitement et de conditionnement des déchets faiblement radioactifs (Centraco) est une usine de l'entreprise Socodei traitant les déchets métalliques et les déchets combustibles. Centraco fond des ferrailles en provenance d'EDF, de AREVA et d'autres sociétés. Centraco est aussi équipé d'un incinérateur destiné à brûler 5 000 tonnes par an de déchets dits faiblement contaminés provenant de AREVA, EDF et d'autres producteurs.

##### Explosion de 2011 à la SOCODEI
Le 12 septembre 2011 à 11 h 45, l'explosion d'un four de fusion sur l'installation Centraco de la SOCODEI provoque la mort d'un opérateur, et fait un blessé gravement brûlé, transporté à l'hôpital de Montpellier puis à l'hôpital militaire Percy à Clamart, et trois blessés légers sans contamination radioactive. Elle est suivie d'un incendie éteint à 12 h 45,.
À titre préventif, le plan d'urgence interneest déclenché sur le site, et le personnel reste confiné du fait du risque de dispersion de matières radioactives, malgré les déclarations inverses du ministère de l'Intérieur. L’alerte est levée à 16 h. La Ligurie a déclenché un état d’alerte.
Les journaux internationaux se font écho de l'évènement, tels CNN ou la BBC qui en font leur une,. En France, l'explosion alimente le débat politique sur le poids de la filière nucléaire en France, des personnalités de gauche demandant une sortie, le gouvernement, par la voix de la ministre de l'Écologie, Nathalie Kosciusko-Morizet, venue sur place, minimisant l'accident, qui n'a provoqué aucun rejet de matière radioactive à l'extérieur de l'installation selon un communiqué de l'ASN.
Cet « accident industriel », selon les mots du porte-parole d'EDF, est classé le 29 septembre au niveau 1 sur l'échelle INES par l'ASN, qui relève une sous-évaluation de l'activité des quatre tonnes de déchets métalliques de très faible activité (TFA) contenues dans le four : 30 000 000 Becquerels au lieu des 67 000 Becquerels déclarés initialement par l'exploitant. Le 26 octobre 2011, la CRIIRAD aurait porté plainte contre cette minimisation de l'activité radioactive présente au sein du four,.
En juillet 2012, l'activité d'incinération des déchets nucléaires, interrompue depuis l'accident du 12 septembre 2011, est relancée.
Le 2 avril 2013, la Socodei est reconnue coupable d’exploitation d’une installation nucléaire de base en violation des prescriptions techniques.
En octobre 2015, la société Socodei est mise en examen pour homicide et blessures involontaires, quatre ans après l’explosion accidentelle d’un four de Centraco.

### Visiatome
Le Visiatome était un musée scientifique. Sur 600 m2 d'exposition, construit sous forme de parcours, le Visiatome visait à répondre aux interrogations du public sur la question des déchets radioactifs et de leur devenir.
Il a fermé définitivement ses portes en 2021.

## Les directeurs de Marcoule
Commissariat à l'énergie atomique et aux énergies alternatives :
- 1955 - 1968 : Maurice Gervais de Rouville
- 1968 - 1973 : Michel Molbert
- 1973 - 1975 : Jean-François Petit
- 01/1976 - 03/1981 : Michel Gelée
- 04/1981 - 04/1985 : Antoine Giudicelli
- 05/1985 - 03/1991 : Albert Teboul
- 04/1991 - 03/1995 : Claude Vergne
- 04/1995 - 10/1997 : Michel Lefèvre
- 11/1997 - 11/2000 : Jean-Yves Guillamot
- 12/2000 - 09/2002 : Robert Reisse
- 10/2002 - 12/2007 : Loïc Martin-Deidier
- 01/2008 - 06/2013 : Christian Bonnet
- 07/2013 - 01/2020 : Philippe Guiberteau
- 02/2020 - 07/2021 : Catherine Fillet
- 08/2021 -  : Michel Bedoucha

ORANO (ex-AREVA, ex-COGEMA) :
- 01/1976 - 01/1982 : Jacques Bellot
- 02/1982 - 06/1987 : Mauris Allès
- 06/1987 - 10/1992 : Jean Charlade
- 10/1992 - 09/1996 : Hugues Delaunay
- 09/1996 - 12/1997 : Maurice Mellano
- 01/1998 - 08/2000 : Patrick Sandevoir
- 09/2000 - 12/2004 : Claude Berlan
- 01/2005 - 07/2010 : Frédéric Mas
- 07/2010 - : Dominique Guilloteau
- - : Philippe Regnault

## Controverses
En 2023, l’Autorité de la concurrence sanctionne six entreprises pour entente dans des opérations de démantèlement de sites nucléaires à Marcoule (Gard), pour un montant global de 31 millions d’euros. Ces entreprises  actives dans « le secteur des services d’ingénierie, de maintenance, de démantèlement et de traitement des déchets nucléaires » sont, Nuvia Process (filiale du groupe Vinci), Endel (ancienne filiale d’Engie), Bouygues Construction Expertises Nucléaires (filiale de Bouygues), ONET , SNEF et SPIE Nucléaire. Les opérations de démantèlement peuvent s’étaler sur des dizaines d’années et représentent un marché important.

## Dans la fiction
- Les Six Compagnons et la Pile atomique (1963) de Paul-Jacques Bonzon est un roman pour la jeunesse dont l'action se déroule à proximité du site nucléaire de Marcoule. Les jeunes gens surveillent deux hommes qui semblent vouloir saboter le site avec des explosifs.